# 新圣亚坡理纳圣殿
新圣亚坡理纳圣殿是意大利拉文纳的一座宗座圣殿，由东哥特国王狄奥多里克大帝所建，作为其宫廷教堂，属于亚流派。被列为世界遗产。

## 畫廊

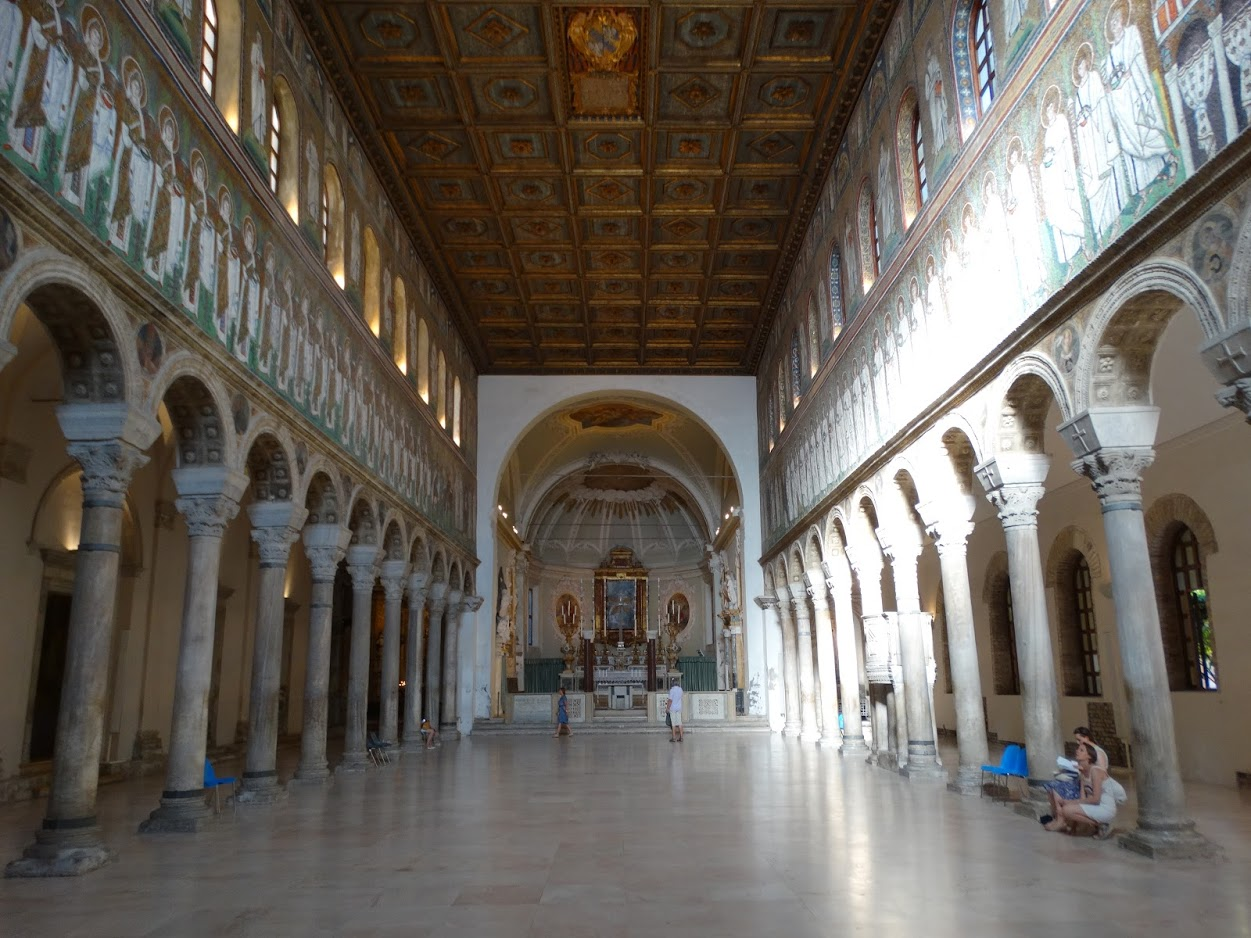
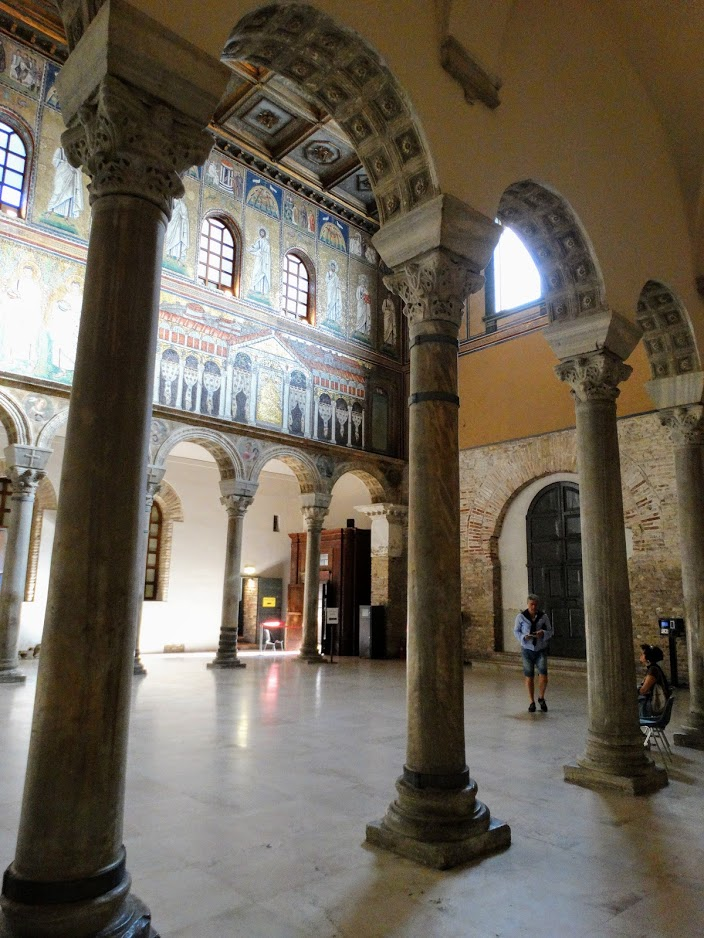
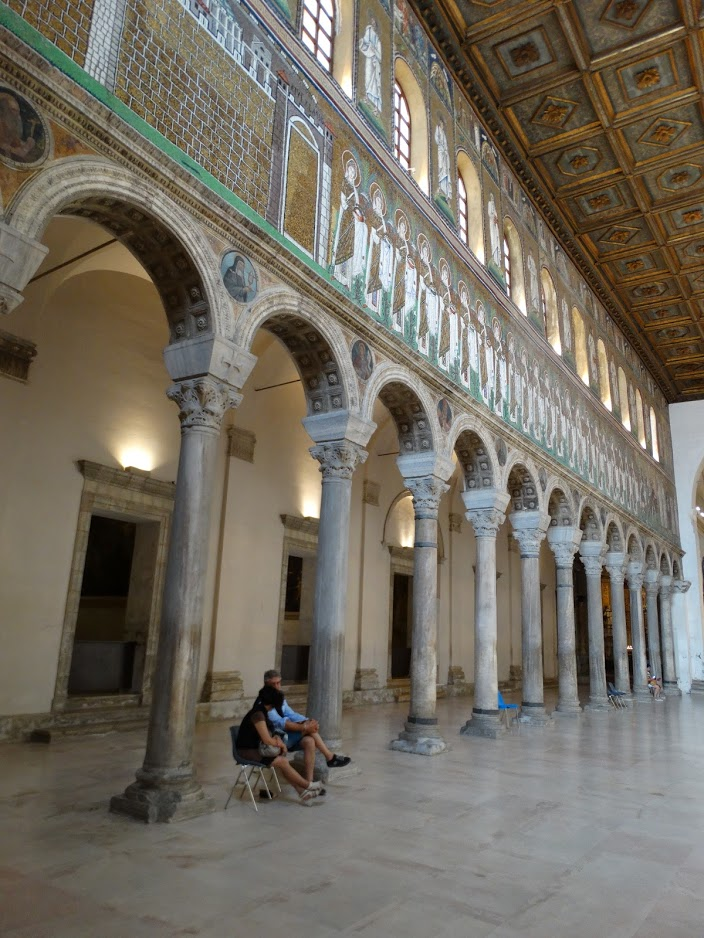
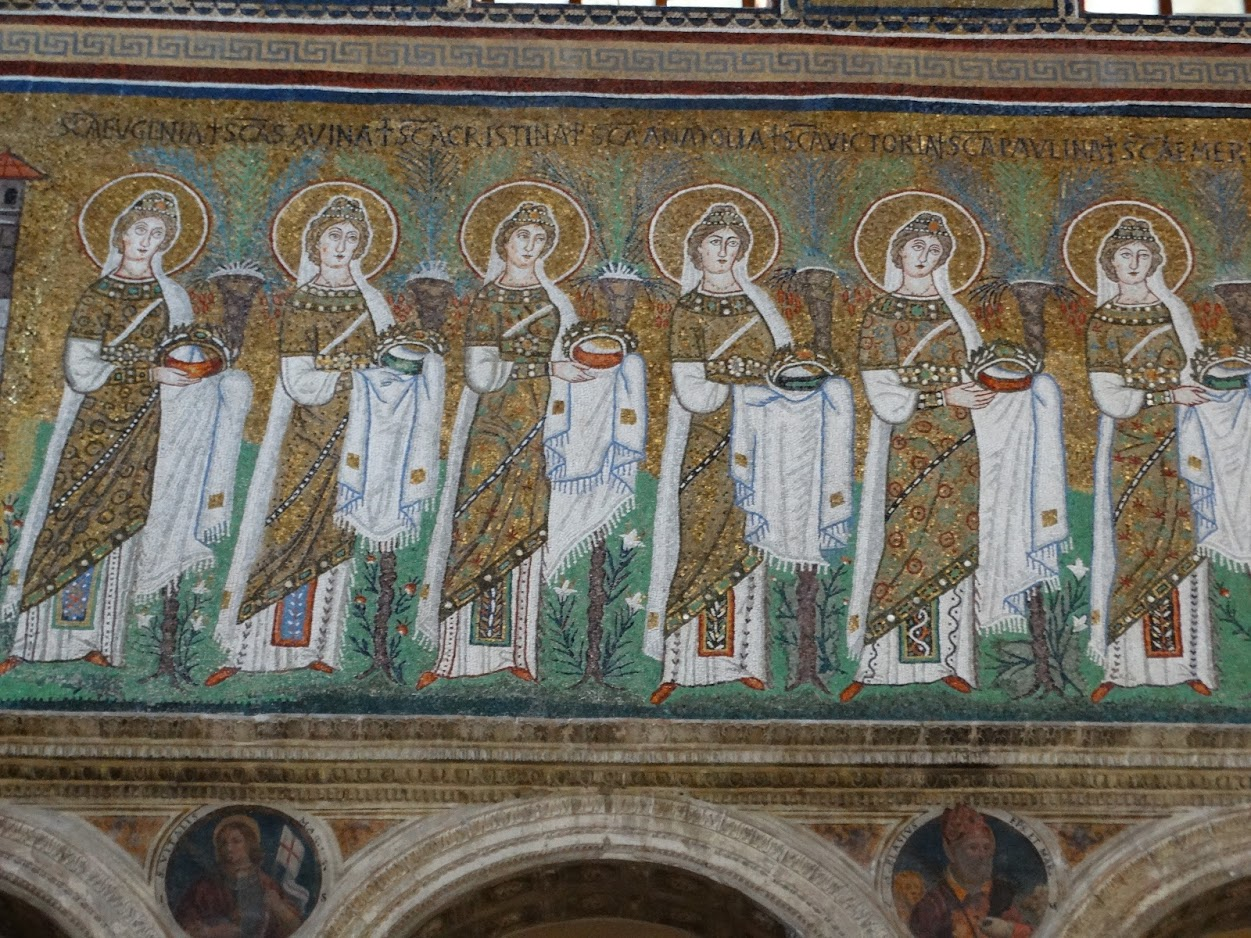
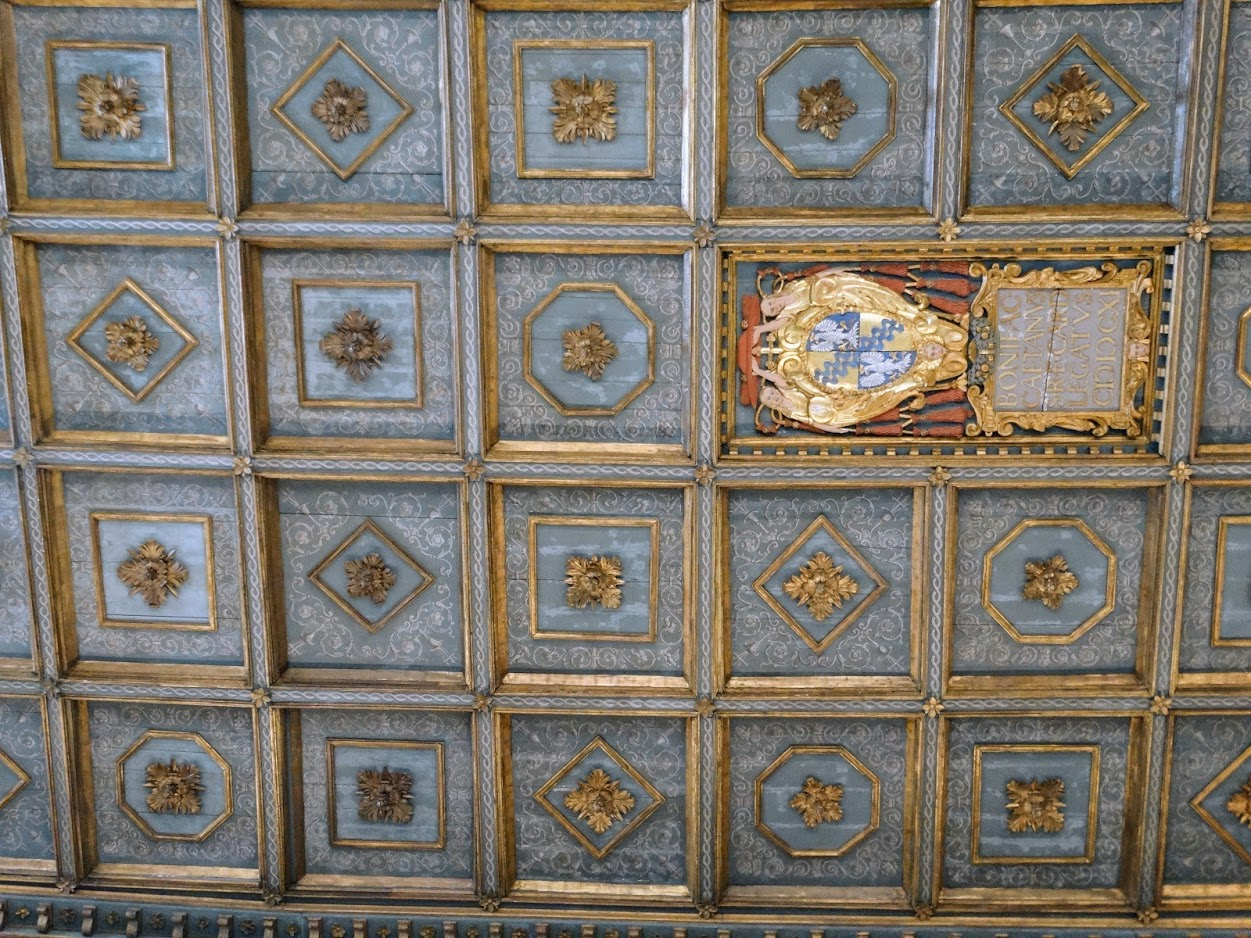
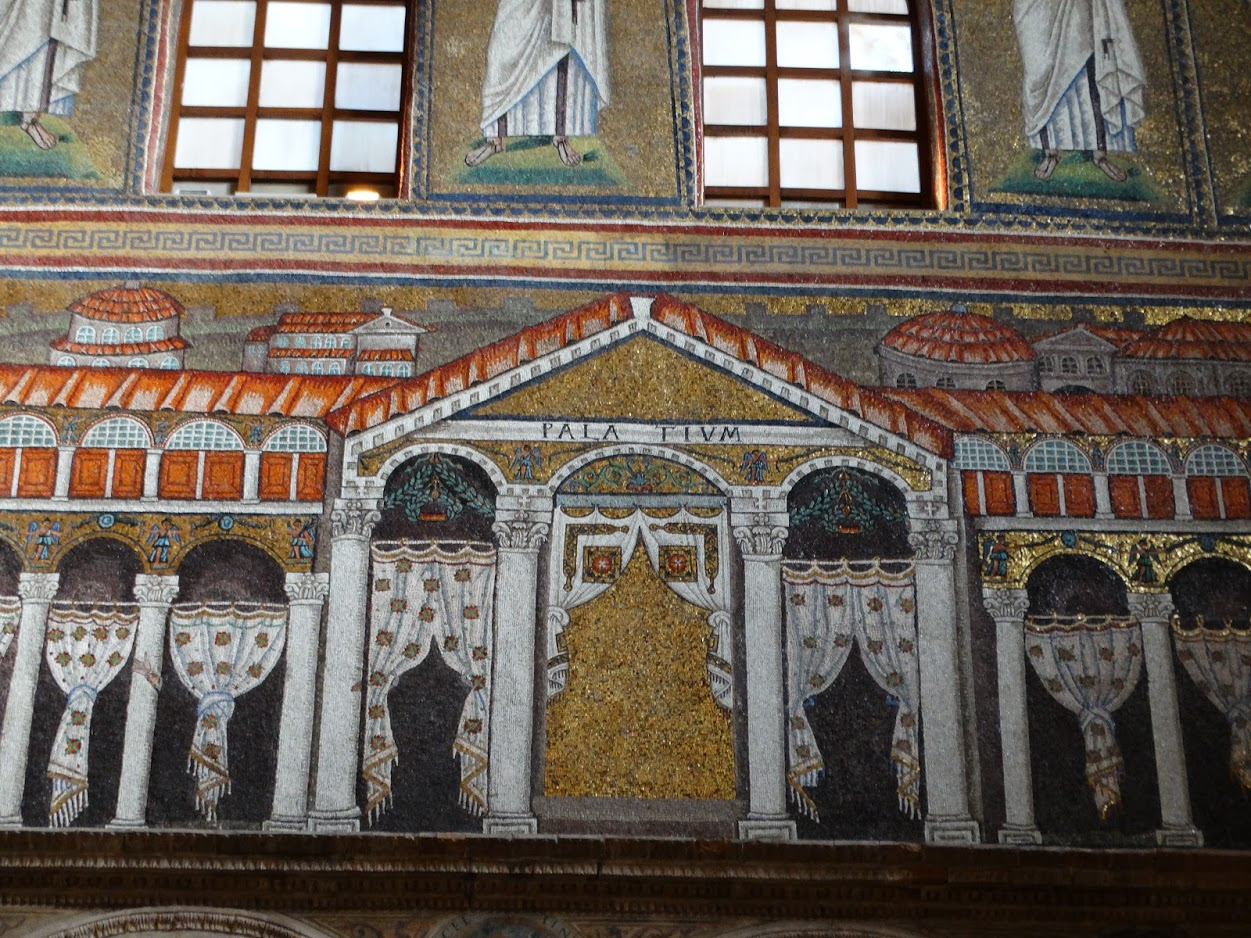